# Conservatoire Luigi Cherubini
Pour les articles homonymes, voir Cherubini (homonymie).
 (juillet 2016).
Le contenu est difficilement compréhensible vu les erreurs de traduction, qui sont peut-être dues à l'utilisation d'un logiciel de traduction automatique.
Le Conservatoire Luigi Cherubini est un institut supérieur d'études musicales fondé à Florence en 1849.
Il est situé sur la piazza delle Belle Arte, à l'angle de la Via degli Alfani, dans le même bâtiment que celui de la Galerie de l'Académie. Le directeur actuel est Paul Zampini.

## Histoire de la construction et de l'institut
Le conservatoire, parmi l'un des plus importants de l'Italie, prend son nom du compositeur florentin Luigi Cherubini (1760-1842), et a été construit par le grand-duc Pietro Leopoldo , en 1784, comme le rappelle l'inscription sur la porte principale. Avec la réforme de l'éducation dans le domaine des arts lancée en 1923, il a été établi comme le Conservatoire royal de musique de Luigi Cherubini.
Le bâtiment occupe une partie de ce qui était autrefois le monastère féminin bénédictin de San Niccolò di Cafaggio, qui a été supprimée par Pietro Leopoldo de Lorraine en 1782. Le grand-duc avait lui-même exprimé le désir de reformer, puis de créer le complexe d'une académie. Un choix qui au cours du temps conduit à la reconfiguration de la propriété - sous réserve d'un projet préparé par Bernardo Fallani et conservé dans les Archives historiques de Florence, puis directement travaillé en premier par Gasparo Maria Paoletti , puis par Giuseppe Del Rosso - et de sa destination pour accueillir des institutions en aucune façon liée à cette indication : l'Opificio delle Pietre Dure, pour la partie qui ressemble à via degli Alfani et de l'Académie des beaux-arts de la région sur la via Ricasoli vers la via Cesare Battisti, ce dernier a également occupé les espaces de l'Académie des beaux-arts de Florence.
L'Institut de la musique a été créé en 1849, comme une annexe de l'Académie des beaux-arts, qui déjà en 1811, avait établi des enseignements consacrés à la musique et à la déclamation. En 1853, divers documents des Archives historiques de Florence attestent de la préparation par l'architecte Francesco Mazzei d'un projet de rénovation de l'ensemble du complexe, y compris cette partie. En 1860, l'institut est devenu indépendant, prenant le nom d'Institut royal de musique de Florence.

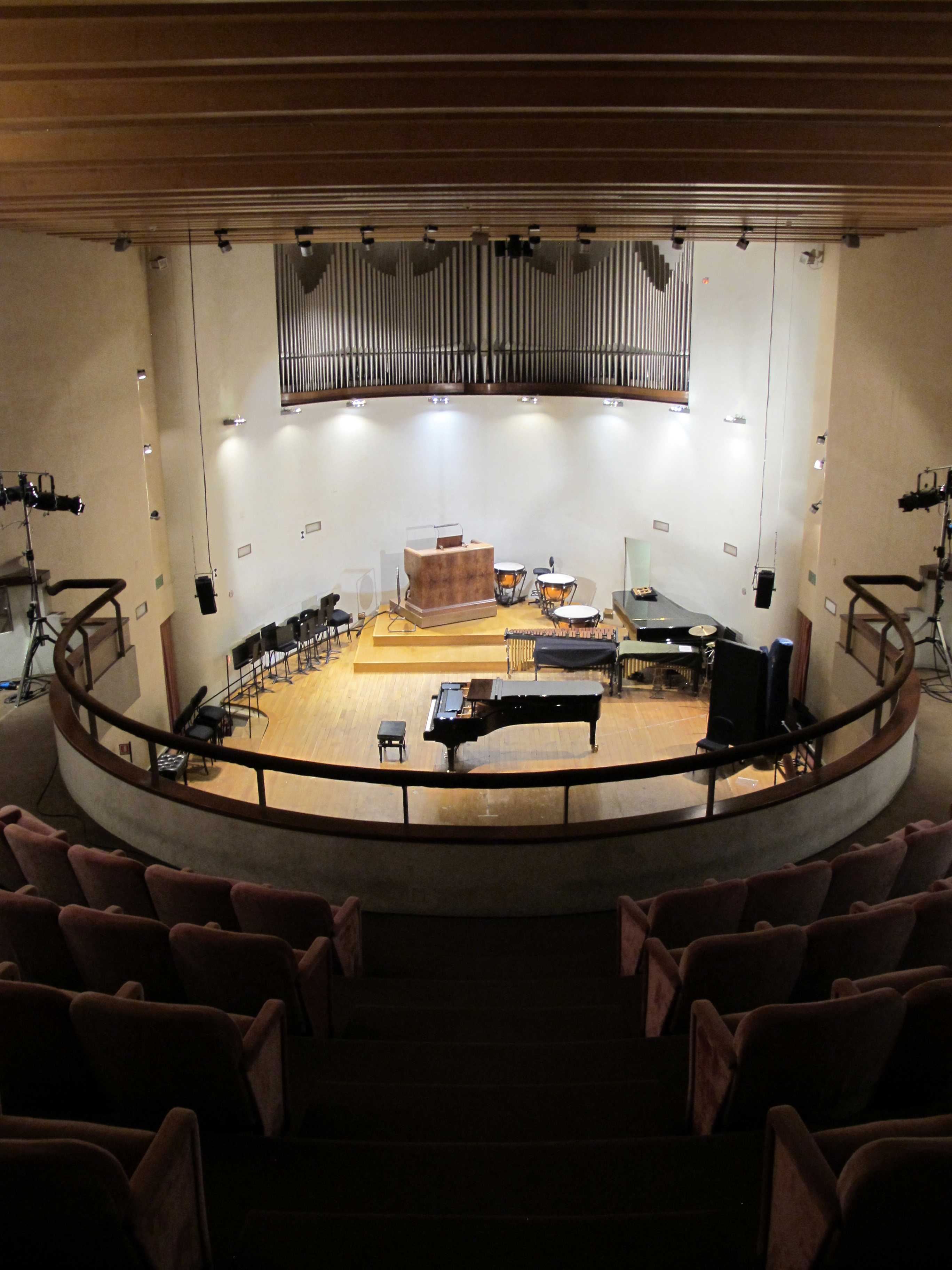
La Salle del Buonumore

En 1931, avec l'acquisition de nouveaux environnements, le conservatoire a été à son tour sur le projet et la direction des travaux de l'architecte Rodolfo Sabatini dans la salle appelée " maintes et maintes fois (où il avait déjà tenu ses réunions à l'Académie des Georgofili) et les espaces environnants dans une grande salle de concert-hall, capable de 1100 places (ouverture en avril 1936).
En 1989 est la date d'un site de construction visant à la restauration de la salle de concert déjà mentionnée. Au moment de la Garneri au premier étage de notre bâtiment a été le musée des instruments de musique, puis a servi dans les espaces attenants de la Galerie de l'Académie (ouverte en 1996). En 1996 est également effectuée une intervention de nettoyage de la façade, le chantier s'étant inséré lors des interventions financées à l'occasion de la célébration de Florence par le Conseil européen des 21 et 22 juin de cette  même année.

## Description
Concernant le rapport d'évaluation externe du portail, il est construit à partir d'une conception par Gasparo Maria Paoletti, déjà en place, l'accès aux locaux de l'Académie des beaux-arts, et ici rassemblés entre 1934 et 1936, à l'occasion des travaux de restauration de la structure de direct par Amedeo Orlandini, puis par Alfredo Barbacci.
L'intérieur contient une précieuse bibliothèque, avec de nombreux manuscrits et autographes, y compris certains de Gioachino Rossini et Claudio Monteverdi, et un Musée des instruments de musique de Florence, qui sont exposés habituellement dans les chambres qui sont accessibles à partir de la Galleria dell'Accademia de Florence.
Parmi ces raretés de la musique figurent principalement les instruments du dix-huitième siècle, achetés par Ferdinand III de Médicis, tels que les violons, altos et violoncelles, dont certains ont été réalisés par Stradivari, ainsi que de nombreuses curiosités de la musique, tels que le clavecin de Bartolomeo Cristofori, l'inventeur du piano.

### Salle de concert

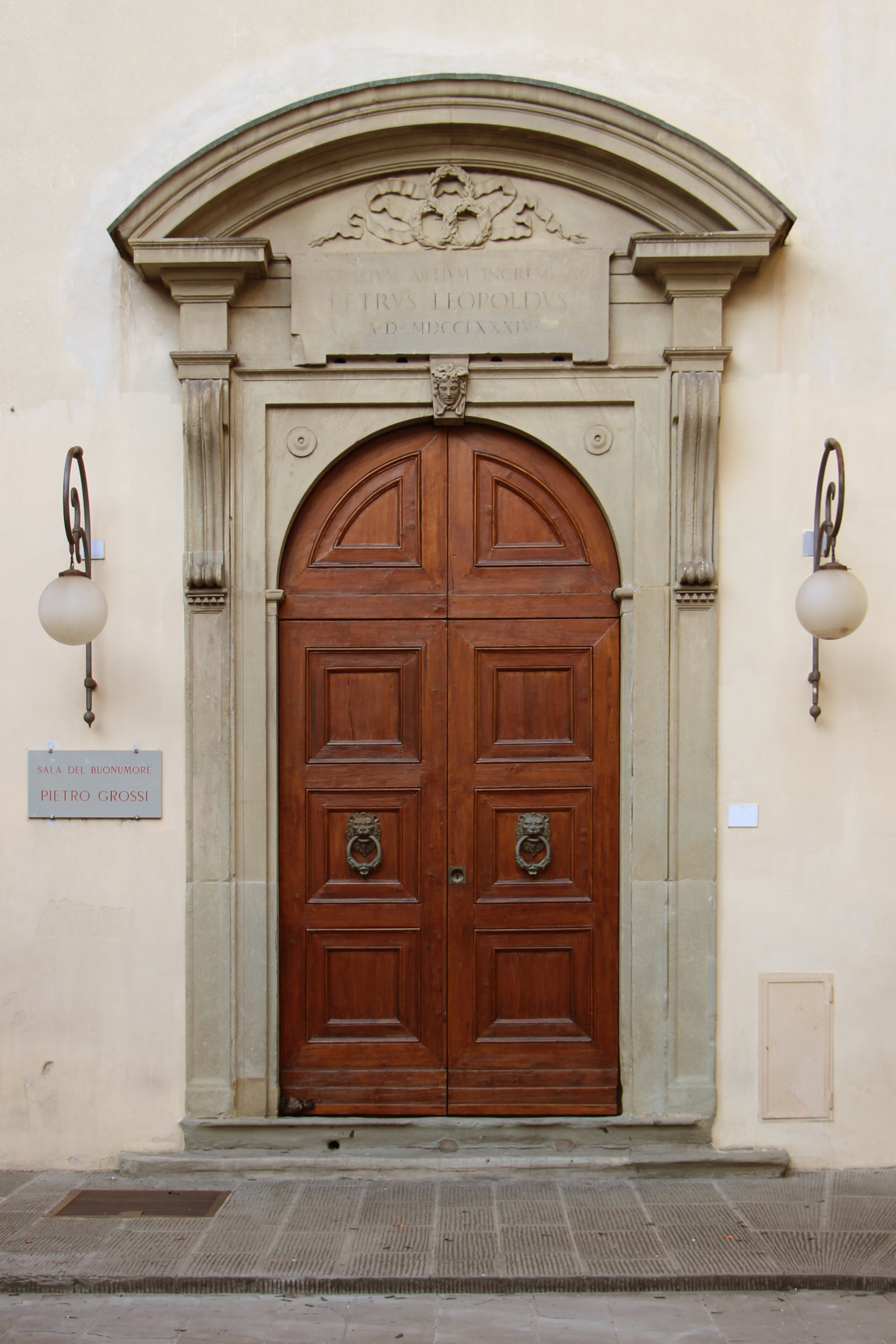
Le portail de la salle de concert

La chambre portant le nom de "l'Humour" a été construite depuis 1784. Avec la réforme de 1923 , la salle a été rénovée sur un dessin de l'architecte Rodolfo Sabatini et a acquis une nouvelle apparence grâce à la création d'une galerie avec de petits balcons d'un côté et une scène avec la chorale de l'orgue. L'aspect actuel de la salle vient de l'important travail d'adaptation à la réglementation en vigueur et de renouvellement du mobilier réalisés depuis 1968 et achevés à la fin des années 1980. Elle dispose de 250 places.
Le hall, restauré en 2010, accueille les plus importantes initiatives promues par le Conservatoire, où les protagonistes sont des étudiants, mais aussi de grands musiciens et chercheurs, invités par le Conservatoire à l'occasion de séminaires, de conférences et d'importantes initiatives éducatives, artistiques et souvent en collaboration avec d'autres Institutions culturelles, italiens et étrangers.

## L'Académie nationale Luigi Cherubini
L'Accademia nazionale de Luigi Cherubini, de la musique, des lettres et des arts de Florence a été fondée en 1860 avec le nom de l'Académie de l'Institut de musique de Florence, avec l'objectif de diffuser la culture et l'art de la musique, en collaboration avec les lettres et les arts, qui promeut par le biais de conférences de chercheurs, de compétitions, d'œuvres musicales, d'œuvres artistiques et littéraires de l'histoire, de critique et de l'esthétique, pour la construction d'instruments, et pour tout ce qui se rapporte à l'art et à la culture. Il est situé au conservatoire Luigi Cherubini de Florence, où le directeur de la loi, même le président. L'académie est divisée en trois classes de la musique, des arts et des lettres, et est formée par des universitaires, des membres honoraires et des membres d'honneur. Le personnel académique, choisi parmi les Italiens et étrangers résidant en Italie qui ont acquis une renommée en tant que compositeurs, interprètes, musicologues, écrivains ou artistes. Les membres d'honneur ont les mêmes caractéristiques, mais ils sont choisis parmi des personnes étrangères ou des citoyens italiens résidant à l'étranger. Les membres d'honneur sont des personnes qui ont apporté des contributions valides et applicables dans la vie de l'académie.
Figurent des universitaires, entre autres : Franco Ferrara, Aldo Carpi, Gino Roncaglia, Bruno Bettinelli, Ennio Porrino, Franco Gulli, Massimo Amfiteatrof.